# 3rd BREAK
『3rd BREAK』（サードブレイク）は、BARBEE BOYSが1986年10月5日にEPIC・ソニーからリリースした3枚目のオリジナル・アルバム。

## 背景
前作『Freebee』から約1年ぶりとなる作品で、先行シングル「なんだったんだ?7DAYS」が収録されたオリジナル・アルバムである。

## 音楽性
4曲目の「ショート寸前」は、翌年にリリースされたシングル「女ぎつねon the Run」のカップリング曲としてシングルカットされた。また、同曲はOVA『TO-Y』の挿入歌として使用され、コンピレーション・アルバム『TO-Y Original Image Album』にも収録されている。

## リリース
1986年10月5日にEPIC・ソニーから、LPレコードとCT、CDの3形態でリリースされた。CTのみ「なんだったんだ?7DAYS」のカップリング曲である「あいさつはいつでも」が収録されている。
1991年8月23日と1995年7月21日にCDのみ再リリースされた。
2006年12月6日にSony Music DirectのGT musicレーベルから、リマスターが施されたCDに紙ジャケット仕様で、2009年5月27日にデビュー25周年企画として再リリースされた。
2025年2月26日に、メンバー立ち合いのもとリマスターが施された音源で、Sony Music DirectのGREAT TRACKSレーベルからLPレコード、ALDELIGHTレーベルからBlu-spec CD2の2形態で同時にリリースされた。

## 収録曲

### LPレコード
| 全作詞・作曲: いまみちともたか（#4のみ作詞: いまみちともたか・杏子）、全編曲: BARBEE BOYS。 |                          |                                                           |                                                           |      |
| #                                                                                           | タイトル                 | 作詞                                                      | 作曲・編曲                                                | 時間 |
| 1.                                                                                          | 「離れろよ」             | いまみちともたか （#4のみ作詞: いまみちともたか・ 杏子 ） | いまみちともたか （#4のみ作詞: いまみちともたか・ 杏子 ） | 4:14 |
| 2.                                                                                          | 「どんなもんだいッ」     | いまみちともたか （#4のみ作詞: いまみちともたか・ 杏子 ） | いまみちともたか （#4のみ作詞: いまみちともたか・ 杏子 ） | 3:12 |
| 3.                                                                                          | 「はやまったらイヤだぜ」 | いまみちともたか （#4のみ作詞: いまみちともたか・ 杏子 ） | いまみちともたか （#4のみ作詞: いまみちともたか・ 杏子 ） | 4:33 |
| 4.                                                                                          | 「ショート寸前」         | いまみちともたか （#4のみ作詞: いまみちともたか・ 杏子 ） | いまみちともたか （#4のみ作詞: いまみちともたか・ 杏子 ） | 4:04 |
| 5.                                                                                          | 「チークダンス」         | いまみちともたか （#4のみ作詞: いまみちともたか・ 杏子 ） | いまみちともたか （#4のみ作詞: いまみちともたか・ 杏子 ） | 4:01 |
| 合計時間:                                                                                   | 合計時間:                | 20:04                                                     |                                                           |      |

| 全作詞・作曲: いまみちともたか、全編曲: BARBEE BOYS。 |                          |                  |                  |      |
| #                                                     | タイトル                 | 作詞             | 作曲・編曲       | 時間 |
| 1.                                                    | 「打ち上げ花火」         | いまみちともたか | いまみちともたか | 5:06 |
| 2.                                                    | 「なんだったんだ?7DAYS」 | いまみちともたか | いまみちともたか | 3:47 |
| 3.                                                    | 「STOP!」                | いまみちともたか | いまみちともたか | 3:36 |
| 4.                                                    | 「ラサーラ」             | いまみちともたか | いまみちともたか | 5:22 |
| 合計時間:                                             | 合計時間:                | 17:51            |                  |      |

### CT
| 全作詞・作曲: いまみちともたか（#4のみ作詞: いまみちともたか・杏子）、全編曲: BARBEE BOYS。 |                          |                                                        |                                                        |      |
| #                                                                                           | タイトル                 | 作詞                                                   | 作曲・編曲                                             | 時間 |
| 1.                                                                                          | 「離れろよ」             | いまみちともたか（#4のみ作詞: いまみちともたか・杏子） | いまみちともたか（#4のみ作詞: いまみちともたか・杏子） | 4:14 |
| 2.                                                                                          | 「どんなもんだいッ」     | いまみちともたか（#4のみ作詞: いまみちともたか・杏子） | いまみちともたか（#4のみ作詞: いまみちともたか・杏子） | 3:12 |
| 3.                                                                                          | 「はやまったらイヤだぜ」 | いまみちともたか（#4のみ作詞: いまみちともたか・杏子） | いまみちともたか（#4のみ作詞: いまみちともたか・杏子） | 4:33 |
| 4.                                                                                          | 「ショート寸前」         | いまみちともたか（#4のみ作詞: いまみちともたか・杏子） | いまみちともたか（#4のみ作詞: いまみちともたか・杏子） | 4:04 |
| 5.                                                                                          | 「チークダンス」         | いまみちともたか（#4のみ作詞: いまみちともたか・杏子） | いまみちともたか（#4のみ作詞: いまみちともたか・杏子） | 4:01 |
| 合計時間:                                                                                   | 合計時間:                | 20:04                                                  |                                                        |      |

| 全作詞・作曲: いまみちともたか（#5のみ近藤敦）、全編曲: BARBEE BOYS。 |                          |                                    |                                    |      |
| #                                                                     | タイトル                 | 作詞                               | 作曲・編曲                         | 時間 |
| 1.                                                                    | 「打ち上げ花火」         | いまみちともたか（#5のみ 近藤敦 ） | いまみちともたか（#5のみ 近藤敦 ） | 5:06 |
| 2.                                                                    | 「なんだったんだ?7DAYS」 | いまみちともたか（#5のみ 近藤敦 ） | いまみちともたか（#5のみ 近藤敦 ） | 3:47 |
| 3.                                                                    | 「STOP!」                | いまみちともたか（#5のみ 近藤敦 ） | いまみちともたか（#5のみ 近藤敦 ） | 3:36 |
| 4.                                                                    | 「ラサーラ」             | いまみちともたか（#5のみ 近藤敦 ） | いまみちともたか（#5のみ 近藤敦 ） | 5:22 |
| 5.                                                                    | 「あいさつはいつでも」   | いまみちともたか（#5のみ 近藤敦 ） | いまみちともたか（#5のみ 近藤敦 ） | 3:39 |
| 合計時間:                                                             | 合計時間:                | 21:30                              |                                    |      |

### CD（1986年盤, 1995年盤, 2006年盤, 2009年盤）, Blu-spec CD2（2025年盤）
| 全作詞・作曲: いまみちともたか（#4のみ作詞: いまみちともたか・杏子）、全編曲: BARBEE BOYS。 |                          |                                                        |                                                        |      |
| #                                                                                           | タイトル                 | 作詞                                                   | 作曲・編曲                                             | 時間 |
| 1.                                                                                          | 「離れろよ」             | いまみちともたか（#4のみ作詞: いまみちともたか・杏子） | いまみちともたか（#4のみ作詞: いまみちともたか・杏子） | 3:38 |
| 2.                                                                                          | 「どんなもんだいッ」     | いまみちともたか（#4のみ作詞: いまみちともたか・杏子） | いまみちともたか（#4のみ作詞: いまみちともたか・杏子） | 4:14 |
| 3.                                                                                          | 「はやまったらイヤだぜ」 | いまみちともたか（#4のみ作詞: いまみちともたか・杏子） | いまみちともたか（#4のみ作詞: いまみちともたか・杏子） | 4:33 |
| 4.                                                                                          | 「ショート寸前」         | いまみちともたか（#4のみ作詞: いまみちともたか・杏子） | いまみちともたか（#4のみ作詞: いまみちともたか・杏子） | 4:04 |
| 5.                                                                                          | 「チークダンス」         | いまみちともたか（#4のみ作詞: いまみちともたか・杏子） | いまみちともたか（#4のみ作詞: いまみちともたか・杏子） | 4:01 |
| 6.                                                                                          | 「打ち上げ花火」         | いまみちともたか（#4のみ作詞: いまみちともたか・杏子） | いまみちともたか（#4のみ作詞: いまみちともたか・杏子） | 5:06 |
| 7.                                                                                          | 「なんだったんだ?7DAYS」 | いまみちともたか（#4のみ作詞: いまみちともたか・杏子） | いまみちともたか（#4のみ作詞: いまみちともたか・杏子） | 3:47 |
| 8.                                                                                          | 「STOP!」                | いまみちともたか（#4のみ作詞: いまみちともたか・杏子） | いまみちともたか（#4のみ作詞: いまみちともたか・杏子） | 3:36 |
| 9.                                                                                          | 「ラサーラ」             | いまみちともたか（#4のみ作詞: いまみちともたか・杏子） | いまみちともたか（#4のみ作詞: いまみちともたか・杏子） | 5:22 |
| 合計時間:                                                                                   | 合計時間:                | 38:21                                                  |                                                        |      |

## 参加ミュージシャン
BARBEE BOYS are
- Atsushi Kondo : Vocals, Saxophones
- Kyoko : Vocals
- Toshiaki Konuma : Drums and Vocals
- Enrique : Bass and Vocals
- Tomotaka Imamichi : Guitars, Acoustic Piano and Vocals

## メディアでの使用
| # | 曲名             | タイアップ        | 出典  |
| - | ---------------- | ----------------- | ----- |
| 4 | 「ショート寸前」 | OVA『TO-Y』挿入歌 | [ 1 ] |